# Hystrichonotus revelator
Hystrichonotus revelator är en tvåvingeart som beskrevs av Collin 1933. Hystrichonotus revelator ingår i släktet Hystrichonotus och familjen dansflugor. Inga underarter finns listade i Catalogue of Life.